# Линейная пехота

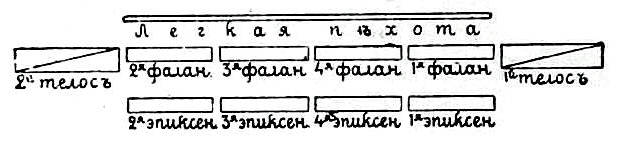
Греческий боевой порядок — «линии фаланг».
Рисунок из статьи «История военного искусства»
(«Военная энциклопедия Сытина»; 1913 год)

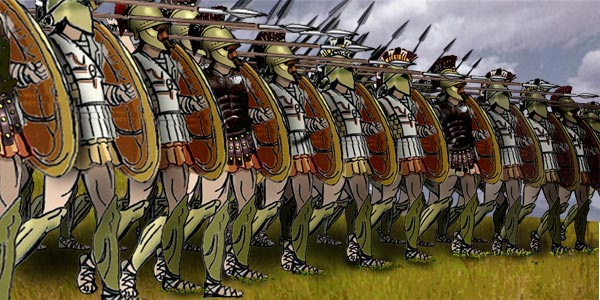
Реконструкция греческой фаланги.

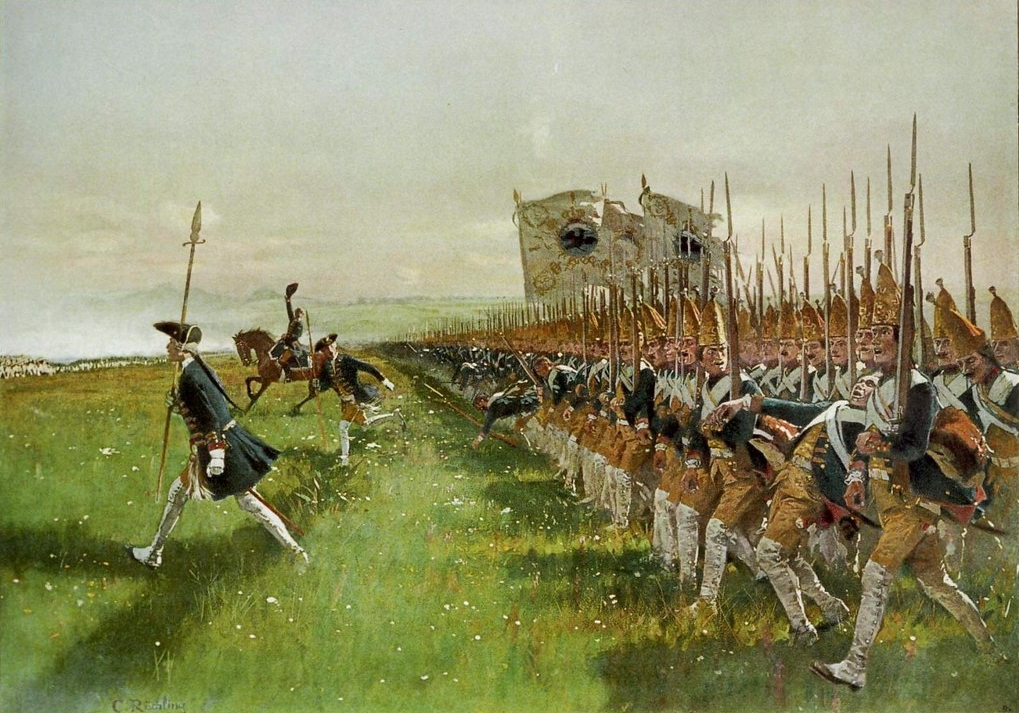
Карл Рёхлинг. Атака прусской пехоты в битве при Гогенфридберге 4 июня 1745.

Линейная пехота — вид пехоты, составлявший основу сухопутных войск, с древних времён до середины XIX века.
Пехота, до середины XIX века, делилась на линейную, предназначавшуюся для её действий в сомкнутом строю для окончательного штыкового удара, и лёгкую, действовавшую преимущественно в рассыпном строе, огнём, как-то: стрелки, егеря, и тому подобное.

## История
Самый древнейший и распространённый род оружия (войск) в истории человечества, военного дела, войн и вооружённых конфликтов это пехота. Даже появление в античные времена на полях сражений конницы, колесниц и боевых слонов на это повлияло не сильно. С появлением универсальной всаднической конницы пехота не теряет своей значимости, а после появления гоплитов в Древней Греции появился и линейный строй хорошо обученной линейной пехоты (фаланга) и тяжёлое вооружение делают линейную пехоту надолго главной частью войска. Преимущество тяжеловооружённой пехоты сохранялось до I—III веков н. э. и в войске Древнего Рима нивелировалось, в основном, варваризацией войска.
В боевом порядке манипулярного легиона гастаты составляли первую линию линейной пехоты. 
Поскольку вояки, кроме войны, должны были продолжать свои мирные занятия, древние войны были ограничены по времени. Ни одна из сторон не могла позволить себе тяжёлые потери или продолжительные кампании, поэтому вооружённые конфликты разрешались в результате одного решающего сражения, и войска распускались до следующей войны.
Регулярная линейная пехота появилась в XVII веке, с созданием в Западной Европе регулярных войск вооружённых сил для захвата соседних территорий. В начале XVII века шведский король Густав-Адольф значительно облегчил мушкет и снабдил его колесцовым замком. Теперь можно было стрелять не с сошки (подставки), а прямо с рук. Отныне от стрелков не требовалось большой физической силы и сноровки. К тому же на новый мушкет требовалось меньше железа и в массовом производстве он оказался дешевле. Однако при Густаве-Адольфе в шведской армии оружием с колесцовым замком была снабжена лишь конница. Пехота получила мушкеты с колесцовым замком уже после гибели короля-новатора.
С массовым распространением ручного огнестрельного оружия в пехотных частях с середины XVII века на полях сражений стала господствовать линейная тактика, согласно которой пехота строилась в длинные тонкие линии и вела интенсивный залповый огонь.
Линейная тактика требовала строгой дисциплины и простых, но доведённых до автоматизма приёмов. При обучении применялись муштра и телесные наказания. Это сделало невозможным комплектование рядового состава из дворян. Была создана линейная пехота — массовая разновидность пехоты, комплектуемая на основе насильственных рекрутских наборов из крестьян (особенно крепостных) либо вербовки наёмников. Лишь офицерский состав оставался дворянским.
Линейная пехота быстро стала основным и наиболее массовым видом пехоты в европейских странах. Мушкетёры и гренадеры, бывшие ранее отборными войсками, постепенно во многих странах вошли в состав линейной пехоты, перешли к линейной тактике и стали комплектоваться из простолюдинов.

## Тактика
Линия состояла из 2-х, 3-х или 4-х шеренг (рядов) воинов. Чтобы не мешать стрельбе задних шеренг, первая шеренга могла становиться на колено. Линия признавалась основополагающим боевым построением и прорыв линии считался поражением. Пехота обучалась строевым приёмам, основной целью которых являлось быстрое развёртывание линии и манёвры.
Пехота, специально предназначенная для использования линейной тактики, получила название линейной пехоты. Но линия не была единственным боевым построением. При угрозе обхода вражеской конницей пехота перестраивалась в каре. В атаке могла использоваться не только обычная, но и скошенная линия (такое построение использовал Фридрих II и его последователи). Для атаки крепостей и других укреплённых пунктов, а также для атаки в сложной местности (где движение линии встретило бы препятствия) использовалось построение в колонну.
После Великой французской революции французские войска, а затем и войска некоторых других стран стали комплектоваться на основе всеобщей воинской повинности, поэтому они не умели атаковать в развёрнутой линии, а атаковали в колонне. В линию они строились только в обороне.
Общим среди построений линейной пехоты было то, что она воевала в сомкнутом строю.

## Вооружение и экипировка
Первоначально линейная пехота была вооружена мушкетами. В самом конце XVII века мушкеты стали оснащать штыком взамен багинета, что позволило пехотинцам и защищаться от неприятельской конницы, и вести огневой бой, при этом не тратя время на освобождение ствола от рукояти багинета. В то же время, сначала во Франции, а затем и в других государствах на замену тяжёлым мушкетам достаточно быстро пришли лёгкие и дешёвые пехотные ружья с кремнёвым замком — «фузеи», весом в 5 кг и калибром 17,5 мм. Во многих странах для новых ружей сохранилось название «мушкет». Как мушкеты, так и ружья были гладкоствольными и имели крайне низкую точность. Но у них было важное преимущество — быстрота заряжания: они стреляли трижды в минуту, в то время как нарезные карабины — только раз в минуту.
Основная масса линейной пехоты не имела никакого защитного снаряжения. Лишь вошедшие в неё бывшие отборные отряды могли сохранять по традиции отдельные элементы защиты, например, медные шапки у гренадер.

## Соотношение с другими видами пехоты
Процесс постепенного перехода к линейной тактике был тесно связан с другими изменениями, происходившими в военном деле, такими как: сокращение доли конницы в связи с общим увеличением численности армий, выход из употребления доспехов, совершенствование огнестрельного оружия и развитие тактики огневого боя.
Однако элементы линейной тактики, такие как стрельба залпом, вооружённые мушкетами пехотинцы использовали ещё до появления багинета и, позднее, штыка. Но если в начале XVII века мушкетеры составляли примерно треть от общего числа пехотинцев, и это было связано с тем, что они не могли, в отличие от пикинёров, эффективно противостоять коннице, то ко второй половине XVII века доля мушкетёров постепенно увеличивалась до половины от общей численности солдат в подразделении и даже более. В случае стремительной кавалерийской атаки основной удар на себя принимали пехотинцы, вооружённые пикой, что давало возможность мушкетёрам оснастить багинетом ствол мушкета. С изобретением штыка нужда в пикинёрах отпала.
Кроме линейной пехоты, существовали отборные войска — гвардия (главным образом, охрана монархов и пап) и лёгкая пехота, не использовавшая линейной тактики и вооружённая первоначально аркебузами. Линейная пехота, у которой мушкеты и ружья со штыком были тяжелее аркебуз, стала называться также тяжёлой пехотой. Аркебузы вскоре вышли из употребления, но в конце XVIII века появилась новая разновидность лёгкой пехоты — стрелки рассыпного строя (егеря, карабинеры и другие), вооружённые дорогими нарезными карабинами (штуцерами) без штыка и обученные прицельной стрельбе и использованию естественных укрытий и складок местности.
Во Франции в эпоху революционных и Наполеоновских войн формально продолжало существовать разделение на гвардию, линейную и лёгкую пехоту. Но Наполеон был противником нарезного оружия, поэтому фактически и линейные, и «лёгкие» полки имели одинаковые тактику и вооружение (гладкоствольные ружья). И в линейных, и в «лёгких» полках наполеоновской Франции имелись батальоны, набранные из особо отличившихся солдат, сражавшиеся в рассыпном строю (но вооружённых гладкоствольными ружьями).
В России и некоторых других странах, где широко использовались егеря, линейная пехота стала больше использоваться для рукопашного боя. Лёгкая же пехота обеспечивала огневую поддержку, прикрывала передвижение частей. В XIX веке доля егерей быстро росла, а доля линейной пехоты снижалась.

## Закат линейной пехоты
К середине XIX века появились «нарезные мушкеты», сочетавшие точность штуцеров и скорострельность мушкетов. Они устранили основной недостаток лёгкой пехоты. Во время Крымской войны русская линейная пехота (пехотные полки) несла тяжёлые потери от огня французских зуавов, вооружённых «нарезными мушкетами». С другой стороны, английская линейная пехота воевала в той войне довольно удачно (примером является тонкая красная линия), так как у русских было очень мало нарезного оружия.
В середине XIX века были изобретены казнозарядные винтовки, с внедрением которых стрелковые войска получили ощутимое преимущество над линейной пехотой. Вскоре после Крымской войны в России линейная и лёгкая пехота (егеря) были объединены получили на вооружение нарезное оружие и стали все шире применять рассыпную тактику. При этом пехота разделилась на стрелков, пехотные полки и гренадерский корпус (не считая гвардии). Стрелки имели то же вооружение, но лучшую стрелковую подготовку.
В США к началу Гражданской войны линейной пехоты почти не было (так как в борьбе с индейцами она была бесполезна). В начале гражданской войны как северяне, так и южане сформировали несколько линейных полков, но они понесли тяжёлые потери и фактически были уничтожены. После гражданской войны линейные полки в США не создавались.
К 1870 году во многих германских государствах всё ещё существовала линейная пехота. Во Франции под влиянием авторитета Наполеона из 366 пехотных батальонов 300 называлось линейными. Хотя они не подвергались палочной дисциплине, а в 1866 получили винтовки Шасспо, тем не менее, они по-прежнему оборонялись в линиях и атаковали в сомкнутых колоннах. Во время Франко-прусской войны линейная пехота массово гибла с обеих сторон от огня винтовок и других орудий (у французов — от шрапнели немецкой нарезной артиллерии, а у пруссаков — от французских скорострельных митральез). С 1871 года в Германской империи войск под названием Linieninfanterie не стало.
Рост скорострельности винтовок и изобретение в 1883 году пулемёта Максима привели к тому, что сомкнутые строи линейной пехоты стали терпеть огромные потери и не доходили до дистанции штыкового боя. Это привело к полному отказу от линейной пехоты на границе XIX—XX веков.
Однако в вооружённых силах Великобритании название «линейная пехота» сохранилось для обозначения войск с простым вооружением (в отличие от гвардии, десантников, морской пехоты и т. д.). Британская линейная пехота характеризуется меньшим временем обучения по сравнению с другими британскими пешими частями:
- Линейная пехота: 24 или 26 недель
- Parachute Regiment: 28 недель
- Royal Marine Commandos: 32 недель
- RAF Regiment: 29 недель.

От линейной пехоты следует отличать так называемые линейные батальоны в российской армии 1803—1917 годов — подразделения, расквартированные по линии границы империи, то есть погранвойска, хотя с 1897 года их дополнил корпус пограничной стражи, более престижный и эффективный. Тем не менее линейные батальоны были основой русских войск во время Туркестанских походов.